# Гудериан, Гейнц Гюнтер
Хайнц Гю́нтер Гудериа́н (нем. Heinz Günther Guderian; 23 августа 1914, Гослар — 25 сентября 2004, Бонн) — немецкий офицер, участник Второй мировой войны, кавалер Рыцарского креста. Позже генерал-майор и инспектор бронетанковых войск бундесвера. Старший сын генерала-полковника вермахта Хайнца Гудериана, основателя немецких танковых войск.

## Биография
1 апреля 1933 года начал свою офицерскую карьеру в немецкой армии, став кадетом. В 1935 году стал лейтенантом, служил батальонным и полковым адъютантом и командиром роты в 1 и 35 танковых полках.

## Вторая мировая война
Участвовал в Польской кампании 1939 года и во Французской кампании, во время которой был дважды ранен.
К 1942 году окончил офицерский колледж Генерального штаба и в 1942 году и назначен командиром подразделения бронемашин в составе 116-й танковой дивизии, проходя стажировку при штабе дивизии.
В 1943 году Хайнц Гюнтер получил звание оберст-лейтенанта и стал начальником оперативного отдела штаба 116-й танковой дивизии. В ходе войны он был трижды представлен и наконец 5 октября 1944 года награждён Рыцарским Крестом Железного Креста.
Также за войну он написал несколько пропагандистских эссе для книги о германских танковых войсках.

## Служба в Бундесвере
В 1956 году он начал службу оберст-лейтенантом в германском Бундесвере, в 1958 году — командир 3-го танкового батальона (Panzerbattalion 3), позже — 174-го и 14-й танковой бригады (Panzerbrigade 14). Затем занимал штабные должности.
В 1967 году, как и его отец, стал инспектором танковых войск (нем. Inspekteur der Panzertruppen). В 1972 году ему было присвоено звание генерал-майора. В 1974 году ушёл в отставку.
В 1994 году Хайнц Гюнтер Гудериан написал мемуары о 116-й танковой дивизии (Geschichte der 116. PzDiv 1944-45 / Das letzte Kriegsjahr im Westen).

## Семья
У Х. Г. Гудериана было пятеро детей, один из сыновей стал военным и в 1972 году в звании лейтенанта начал службу в подразделении лёгкой пехоты (нем. Jägereinheit).